# Doreen Lindsay
Doreen Lindsay (* 1934, London) je kanadská umělkyně známá svými fotografiemi.

## Životopis
Lindsay získala certifikát ve výtvarných uměních, Instituto Allende v Mexiku v roce 1957. Na Sir George Williams University v Montrealu získala titul bakalář umění v roce 1965, po kterém následoval magisterský titul v oboru výtvarné výchovy v roce 1969.
Lindsay se provdala za fotografa Gabora Szilasiho.

## Sbírky
Její dílo je zahrnuto ve sbírkách Národního muzea umění Québecu a Kanadské národní galerie.